# The Eyes of Alice Cooper
The Eyes of Alice Cooper – 23. album studyjny Alice Coopera wydany w 2003 roku.
Cooper nagrał płytę w gatunku hard rock, porzucając heavy metal, którym cechowały się jego dwie poprzednie płyty. Godna uwagi jest również okładka albumu, która została wydana w 4 wersjach różniących się kolorem oczu Coopera na zdjęciu: niebieskim, zielonym, czerwonym oraz purpurowym.

## Spis utworów
1. What Do You Want From Me? (Alice Cooper, Eric Dover, Mikal Reid) – 3:24
2. Between High School & Old School (Cooper, Dover, Ryan Roxie) – 3:01
3. Man Of The Year (Cooper, Dover, Roxie) – 2:51
4. Novocaine (Cooper, Dover, Roxie) – 3:07
5. Bye Bye, Baby (Cooper, Dover, Roxie) – 3:27
6. Be With You Awhile (Cooper, Dover) – 4:17
7. Detroit City (Cooper, Roxie, Chuck Garric) – 3:58
8. Spirits Rebellious (Cooper, Dover, Roxie) – 3:35
9. This House Is Haunted (Cooper, Dover, Roxie) – 3:30
10. Love Should Never Feel Like This (Cooper, Dover, Roxie) – 3:32
11. The Song That Didn't Rhyme (Cooper, Dover, Roxie) – 3:17
12. I'm So Angry (Cooper, Dover, Roxie) – 3:36
13. Backyard Brawl (Cooper, Dover, Roxie) – 2:36